# Nationaal park Shebenik-Jabllanicë
Nationaal park Shebenik-Jabllanicë (Shebenik-Jabllanica) (Albanees: Parku Kombëtar Shebenik-Jabllanicë) is een nationaal park in Albanië op de grens met Noord-Macedonië. Het park werd opgericht in 2008 en beslaat  339,27 vierkante kilometer.  Het landschap bestaat uit bergen, bossen (beuk, den, gewone zilverspar) en 14 meren. In het park komen verschillende diersoorten voor, waaronder bruine beer, wolf, Balkanlynx, gems, otter, auerhoen, steenarend, everzwijn, hazelhoen. De beukenbossen van deelgebied Rrajca maken sinds 2017 deel uit van Unesco-Werelderfgoed Oude en voorhistorische beukenbossen van de Karpaten en andere regio's van Europa.

## Galerij

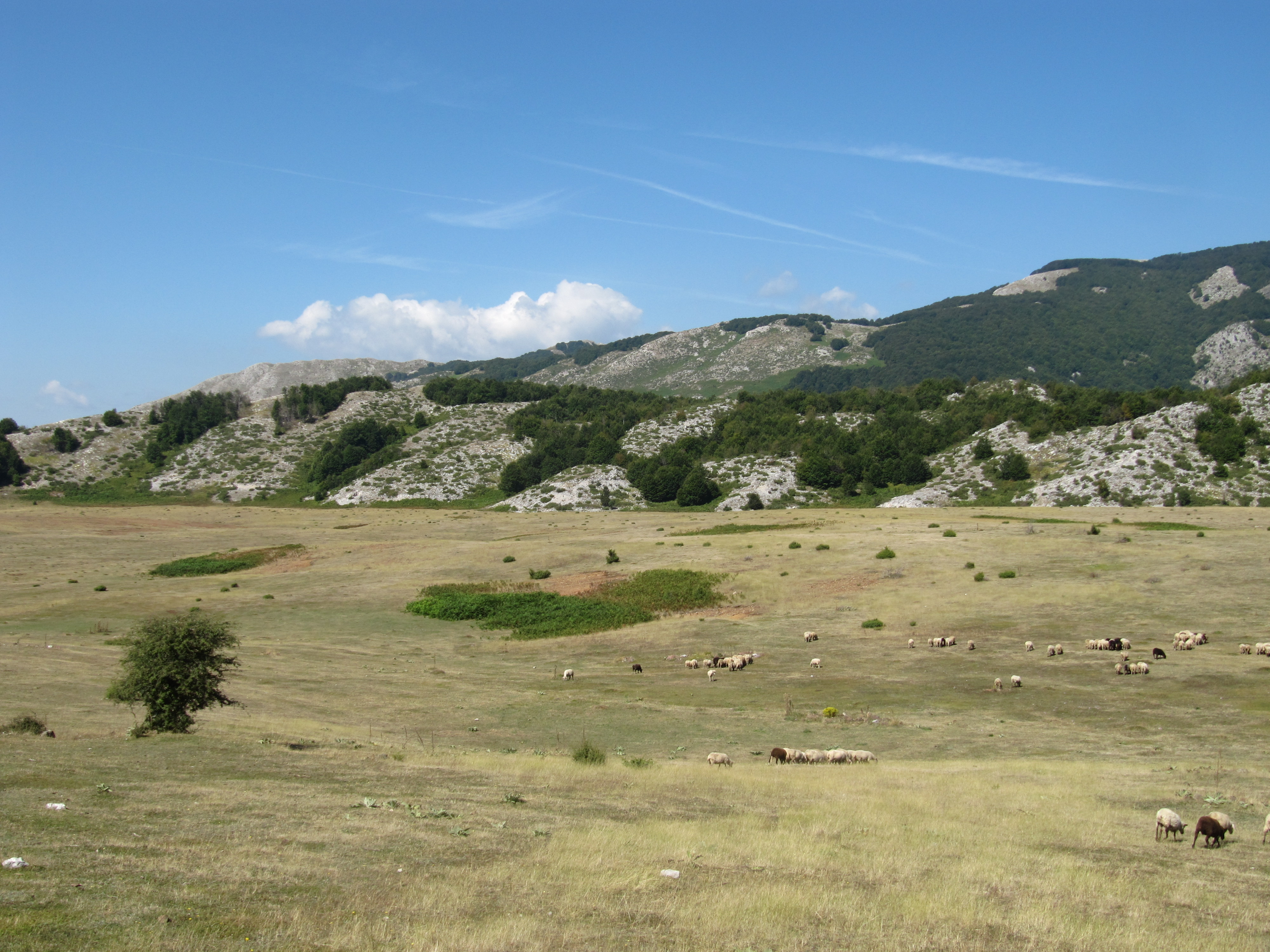
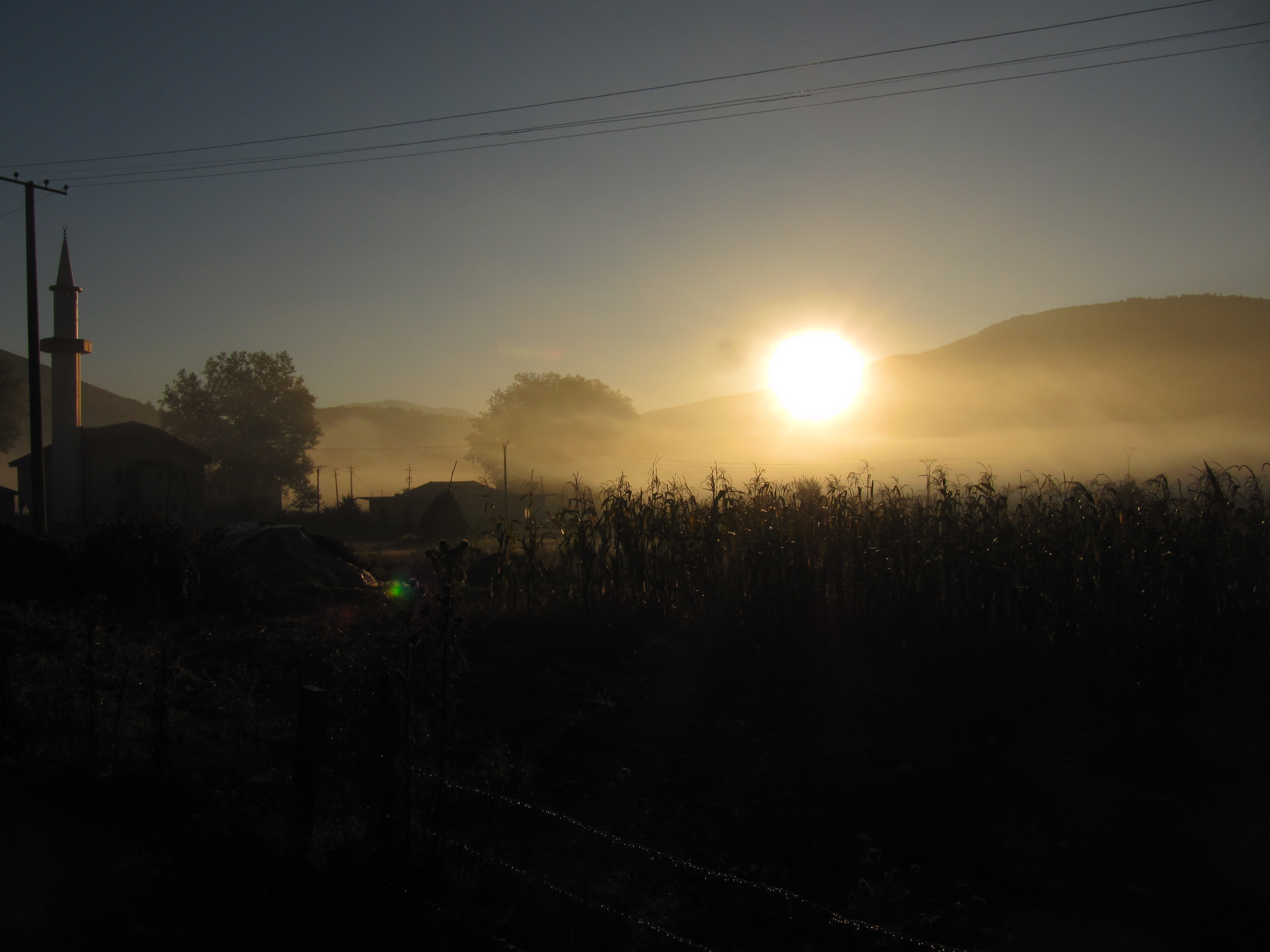
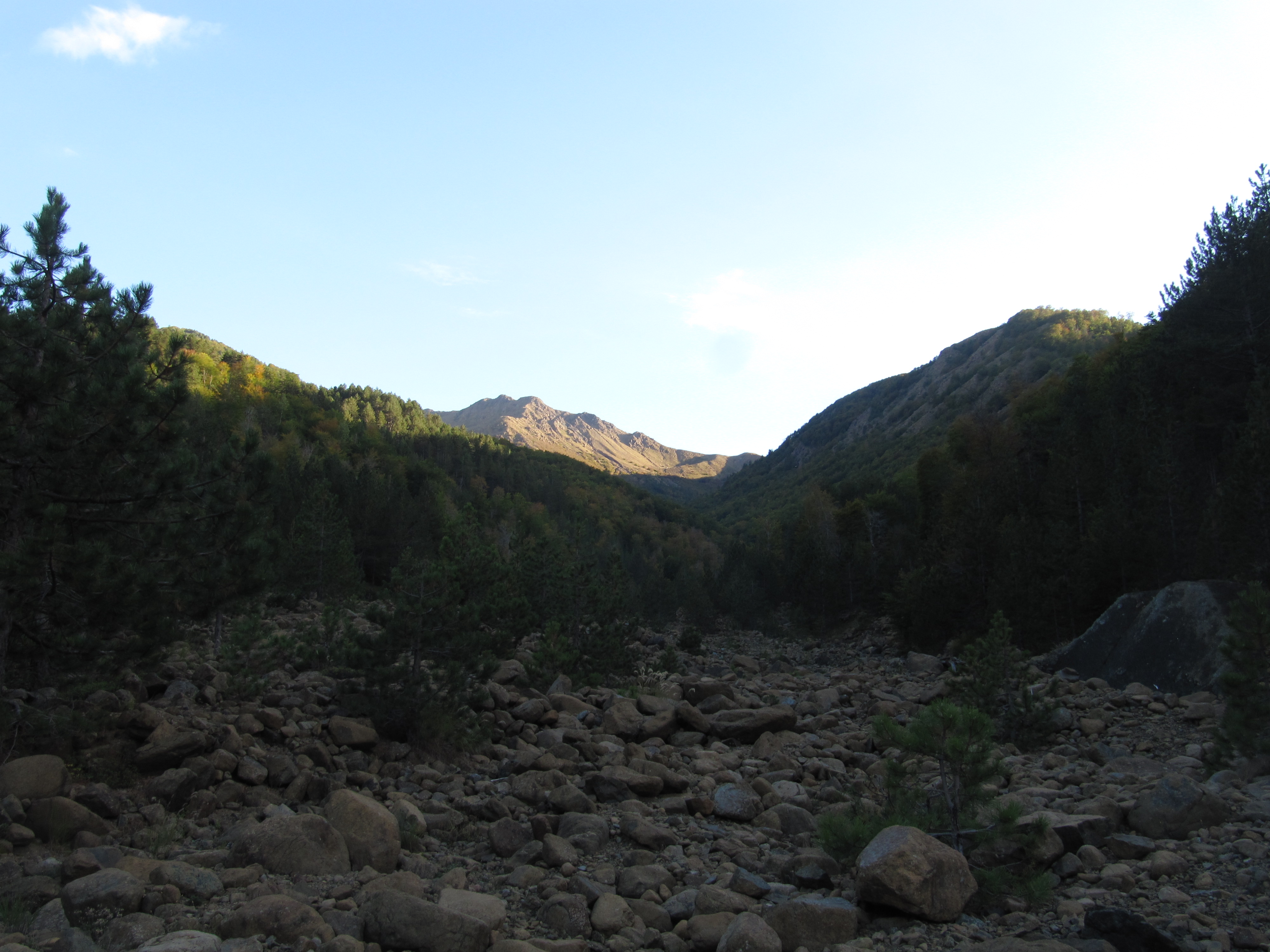
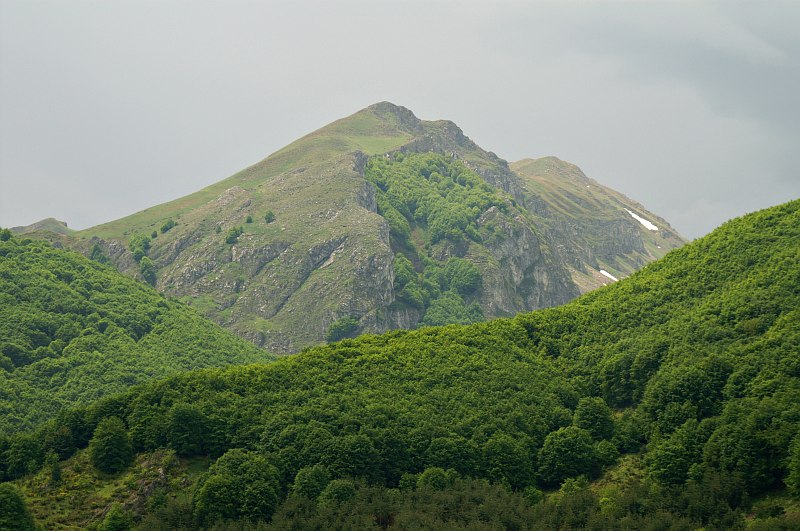